# Kai Tracid

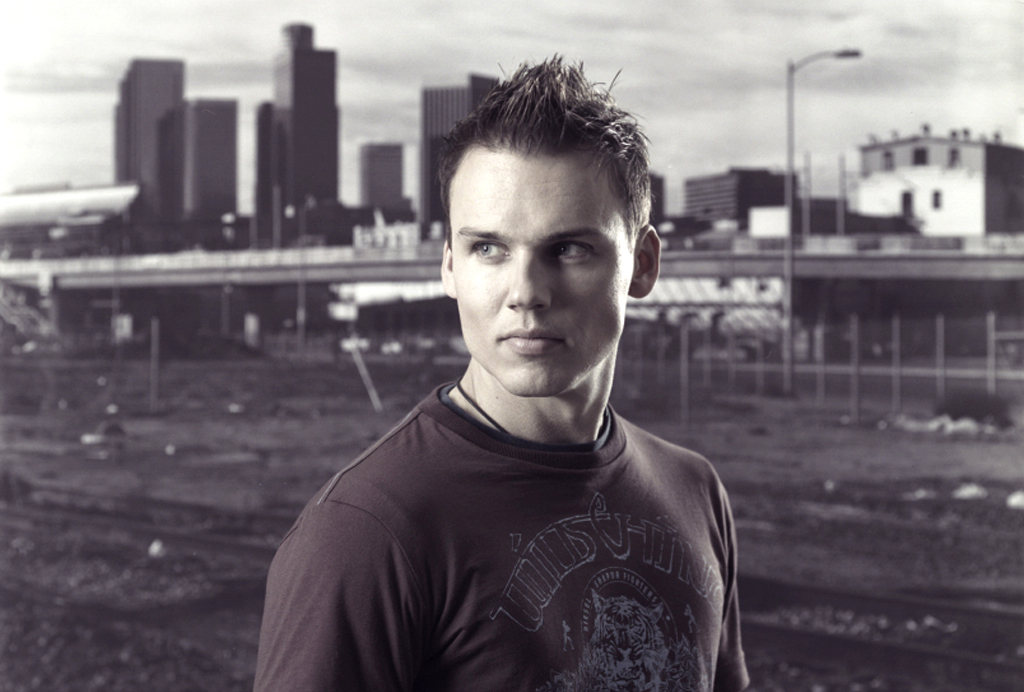
Kai Tracid

Kai Franz, född 17 januari 1972 i Frankfurt am Main, Tyskland, mer känd under artistnamnet Kai Tracid, är en tysk DJ och musikproducent inom musikgenrerna trance och acid house, ibland kallat acid trance. Namnet Tracid är en portmanteau av genrenamnen trance och acid.
Kai Tracid blev först känd 1997 med singeln Your Own Reality och nådde åren därpå framgång med singeln Liquid Skies. Sin första topptiohit fick han 2000 i Tyskland med låten Life Is Too Short. 1998 nominerades han till musikkanalen VIVA:s musikpris Comet.
Sedan 1999 producerar han sin musik på det egna skivbolaget Tracid Traxxx.

## Diskografi

### Musikalbum
- 1999 – Skywalker
- 2002 – Trance & Acid
- 2003 – Contemplate (The Reason You Exist)

### Singlar
- 1996 – So Simple
- 1997 – Makin’ Friends
- 1997 – Your Own Reality
- 1998 – Dance for Eternity
- 1998 – Liquid Skies
- 1999 – Destiny’s Path
- 2000 – Tiefenrausch (The Deep Blue)
- 2001 – Too many Times
- 2001 – Life is too Short
- 2002 – Trance & Acid
- 2002 – 4 just 1 day
- 2003 – Conscious
- 2004 – Deeper

## Pseudonymer
- Aeon FX
- Arrow
- The Attractor
- Computer Controlled
- Formic Acid
- K
- Kai MacDonald
- Kenji Ogura
- Mac Acid
- Tek
- Tyrone T.B.
- W.O.W.